# Ел Мундир IV ибн ел Мундир
Ел Мундир IV ибн ел Мундир (арап. المنذر بن المنذر‎‎) је био краљ Лахмидских Арапа од 574. до смрти.
Био је син великог Ел Мундира III ибн ел Нумана (в. 502–554), а на престо је дошао након своје браће Амра III ибн ел Мундира (в. 554–569) и Кабуса ибн ел Мундира (в. 569–573). Његов долазак на престо изазвао је незадовољство код становника главног града, Ал-Хире, због његове насилне природе и његовог паганизма, био је непопуларан међу својим, претежно хрићанским, поданицима. Персијски гувернер Сухраб, постављен је и владао је Хиром годину дана, док Зајд ибн Хамад није убедио људе да прихвате Мундира за свог краља. Догађаји током његовог владавине су углавном нејасни, изузев пљачке и разарања Хире од стране Гасанида под Ел Мундиром III ибн ел Харит-ом 575. Ухапшен од стране Маврикија, био је прогнан на Сицилију са супругом и неким од његових синова. Наследио га је његов син Ел Нуман III ибн ел Мундир (в. 580-602), последњи лахмидски краљ Хире.
Две његове жене су познате по имену: јеврејски заробљеник Салма бинт ел Саиг, мајка његовог наследника Нумана и хришћанка Марија бинт ел Харитх ибн Дјулхум.